# Offensee
Offensee är en sjö i Österrike.   Den ligger i förbundslandet Oberösterreich, i den centrala delen av landet, 200 km väster om huvudstaden Wien. Offensee ligger 652 meter över havet.
I omgivningarna runt Offensee växer i huvudsak blandskog. Runt Offensee är det ganska tätbefolkat, med 58 invånare per kvadratkilometer.